# Allium eusperma
Allium eusperma är en amaryllisväxtart som beskrevs av Airy Shaw. Allium eusperma ingår i släktet lökar, och familjen amaryllisväxter. Inga underarter finns listade i Catalogue of Life.